# De Goese Golf
De Goese Golf is een Nederlandse golfbaan in Goes, in de provincie Zeeland. De golfbaan in Goes is een polderbaan, op 12 van de 18 holes heeft de speler te maken met waterhazards. Er is ook een 9-holes par 3 baan.
De Goese Golf heeft een hoog clubhuis, dat op een eiland in het Goese Meer ligt. Het terras geeft ruim uitzicht over de golfbaan en het ernaast gelegen beschermde natuurgebied 'de Oosterschelde'. Op het dakterras boven het clubhuis is een afslagplaats om naar de green van hole 9 te slaan.